# Circonscription de Rebue Gebeya
La circonscription de Rebue Gebeya est une des 135 circonscriptions législatives de l'État fédéré Amhara, elle se situe dans la Zone Est Godjam. Son représentant actuel est Melkamu Sere Kassa.